# PM & Vänner
PM & Vänner är en prisbelönt restaurang i Växjö. Restaurang PM & Vänner startades den 29 februari 1992 och ägs sedan 2022[när?] av krögaren Per Bengtsson och Monica Carlsson. PM & Vänner driver verksamheter i form av matsal, bistro, bar, fest & konferens samt bageri. År 2014 öppnades PM & Vänner Hotel, Skandinaviens första Gastrohotell. 
PM & Vänner samt ägarna bakom verksamheten har erhållit flera priser och utmärkelser.

## Utmärkelser i urval
- White guide listar PM & Vänner som en av de restauranger som håller Internationell mästarklass.[1]
- Vintidningen Livets goda utsåg 2012 PM till bästa restaurang i Norden, en placering före Noma i Köpenhamn.
- Gastronomiska akademiens diplom tilldelades Per Bengtsson 2010 [2]
- Tidningen Dagens industri utsåg PM & Vänner till Sveriges bästa affärskrog 2009 [3]
- En stjärna i Guide Michelin sedan 2016. [4]. Restaurangen har även en grön stjärna, som premierar restauranger med hållbar gastronomi, sedan 2022. [5]